# 伞序冬青
伞序冬青（学名：Ilex umbellulata）为冬青科冬青属的植物。分布在缅甸、印度、孟加拉国以及中国大陆的云南等地，生长于海拔510米至1,650米的地区，多生于山坡常绿阔叶林或疏林中，目前已由人工引种栽培。

## 别名
多核冬青（云南植物志）